# Salut les Cubains
Pour plus de détails, voir Fiche technique et Distribution.
Salut les Cubains est un court métrage français écrit et réalisé par Agnès Varda et sorti en 1963, d'après des photographies prises entre décembre 1962 et janvier 1963, soit quatre ans après la révolution cubaine.

## Fiche technique
- Réalisation et scénario : Agnès Varda
- Durée : 30 minutes
- Format : 35 mm
- Noir et blanc

## Synopsis
Quatre ans après l'arrivée de Fidel Castro, Agnès Varda a ramené de Cuba 1800 photos et en fait un documentaire didactique et divertissant.

## Distribution
- Michel Piccoli : récitant
- Agnès Varda : narratrice
- Nelson Rodríguez : danseur

## Distinctions
- 1964 : Médaille de bronze à l'Exposition internationale du film documentaire de Venise[1]
- Colombe d'argent au Festival de Leipzig[2]